# نمایشگاه ایالتی مینه‌سوتا
نمایشگاه ایالتی مینه سوتا، دنمایشگاهی ایالتی در ایالت مینه‌سوتا در کشور آمریکا می‌باشد. شعار این نماشگاه "مینه‌سوتا همه با هم." این بزرگترین نمایشگاه ایالتی در ایالات متحده آمریکا از نظر متوسط روزانه بازدید است. این نمایشگاه دومین نمایشگاه ایالتی بزرگ در ایالات متحده از نظر مجموع بازدید انتهایی می‌باشد که تنها بعد از نمایشگاه ایالتی تگزاس قرار می‌گیرد که معمولاً به مدت دو برابر مدت زمان نمایشگاه ایالتی مینه‌سوتا برگزار می‌شود. زمین نمایشگاه در مجاورت پردیس سنت‌پال دانشگاه مینه سوتا در فالکون هایتس نیمه راه بین پایتخت ایالت شهر سنت پل و بزرگترین شهر ایالت مینیاپولیس در نزدیکی پارک کومو و پارک سنت آنتونی در سنت پل واقع است. ساکنان محل نزدیک نمایشگاه برای سرگرمی و برای نشان دادن بهترین دام‌های خود و همچنین برای نمایش توانایی‌های خود را در زمینه‌های گوناگون از جمله هنر و پخت‌وپز و یادگیری محصولات و خدمات جدید و لذت بردن از بسیاری از انواع مختلف مواد غذایی—اغلب بر روی چوب به این نمایشگاه می‌آیند. این نمایشگاه به مدت دوازده روز از اواخر آگوست تا اوایل ماه سپتامبر برگزار می‌شود و در روز کار پایان می‌یابد. نمایشگاه ایالتی مینه سوتا در سال ۲۰۱۵ عنوان بهترین نمایشگاه ایالتی را در ایالات متحده توسط خوانندگان از ایالات متحده آمریکا امروز تصاحب نمود.
بازدیدکنندگان نمایشگاه در سال ۲۰۱۶رکورد ۱۹۴۳۷۱۹ نفر را داشت. بالاترین حضور روزانه در تاریخ این نمایشگاه ب۲۶۰۳۷۴ در شنبه ۳ سپتامبر ۲۰۱۶ رقم خورد.